# Bundesvereinigung der kommunalen Spitzenverbände
In der Bundesvereinigung der kommunalen Spitzenverbände haben sich die drei deutschen kommunalen Spitzenverbände Deutscher Städtetag, Deutscher Landkreistag und Deutscher Städte- und Gemeindebund zusammengeschlossen, um zu übergreifenden kommunalen Problemen gemeinsam Stellung zu nehmen. In der Federführung wechseln sich die Verbände jährlich ab.
Im föderalen Aufbau der Bundesrepublik Deutschland bilden die Landkreise, Städte und Gemeinden die dritte Ebene öffentlicher Verwaltungen. Mit Bund und Ländern haben sie gemeinsam, dass ihre Willensbildung in Volksvertretungen erfolgt, die aus allgemeinen, unmittelbaren, freien, gleichen und geheimen Wahlen hervorgegangen sind. Dies prägt auch die Arbeit der kommunalen Spitzenverbände. 
Zentrale Aufgaben der kommunalen Spitzenverbände sind es, die den Landkreisen, Städten und Gemeinden grundgesetzlich garantierte kommunale Selbstverwaltung zu fördern, gemeinsame Belange der kommunalen Körperschaften gegenüber dem Staat und der Öffentlichkeit zur Geltung zu bringen und Erfahrungen auszutauschen.